# Сембен, Усман
Усман Сембен (волоф Ousmane Sembène, фр. Ousmane Sembène; 1 января 1923, Зигиншор — 9 июня 2007, Дакар) — сенегальский кинорежиссёр, сценарист, актёр, писатель и общественный деятель-коммунист. Писал на французском языке и языке волоф. Считается одним из важнейших африканских писателей и «отцом африканского кинематографа».

## Биография
Родился 1 января 1923 года в Зигиншоре на юге Сенегала в семье рыбака. Из-за бедственного материального положения с пятнадцати лет начал трудовую деятельность. 
Прежде чем стать писателем, сменил множество профессий: рыбак на реке Казаманс, каменщик в Дакаре и т. д. Во время Второй мировой войны был мобилизован во французскую армию и воевал в течение четырёх лет. После войны некоторое время работал докером в Марселе, активно занимался профсоюзной деятельностью. Во Франции начал заниматься литературной деятельностью. С 1956 года регулярно печатался: «Чёрный докер», «О родина, прекрасный мой народ», «Тростинки господа Бога», повесть «Почтовый перевод», стихи, пьесы, рассказы.
В 1960 году вернулся в Сенегал. Здесь он увидел, что его литературное творчество доступно лишь образованной элите и решил заняться кинематографом как самым доступным для широких масс видом искусства. Получив приглашение на стажировку в СССР, в 1962 году приехал в Москву. Работал практикантом на студии им. М. Горького, учился режиссуре под руководством М. Донского и С. Герасимова. В 1963 году его художественный короткометражный фильм «Borom sarret» («Человек с тележкой»), экранизация собственной новеллы, получил приз на международном кинофестивале в Туре.
Свой первый полнометражный художественный фильм «La noire de…» (Чернокожая из…) снял в 1966 году. Эта работа, традиционно считающаяся первым знаковым африканским фильмом, получила премию Жана Виго в Париже, приз критики в Каннах, «Серебряную антилопу» на Всемирном фестивале негритянского искусства в Дакаре.
Умер 9 июня 2007 года в своём доме в Дакаре. У него осталось трое сыновей от двух браков.
Сейпати Булане Хопа, генеральный секретарь Панафриканской федерации кинематографистов (FEPACI), писал, что У. Сембен был: «светило, которое зажгло факел для простых людей, чтобы они шли по пути света <…> голос, который говорил без колебаний, человек с безупречным талант, который непоколебимо держался своих художественных принципов и делал это с большой честностью и достоинством».

## Фильмография
- 1963 — Человек с тележкой / Borom sarret (Короткометражный)
- 1963 — Империя Сонгай / L'empire sonhrai (Короткометражный)
- 1964 — Ньяй / Niaye (Короткометражный)
- 1966 — Чернокожая из… / La noire de…
- 1968 — Денежный перевод / Mandabi
- 1970 — Тау / Tauw (Короткометражный)
- 1971 — Эмитай (Бог грома) / Emitaï
- 1975 — Хала (Бессилие) / Xala
- 1977 — Седдо / Ceddo
- 1988 — Лагерь в Тиарое / Camp de Thiaroye
- 1992 — Гюльваар / Guelwaar
- 2001 — Фаат Кине / Faat Kiné
- 2004 — Убежище[англ.] / Moolaadé

## Книги
- Сын Сенегала. Роман / Пер. С. Волк. — М.: Молодая гвардия, 1958. — 208 с.
- Тростинки господа бога: роман / пер. с фр. О. Граевской и Л. Галинской. — М.: Молодая гвардия, 1962. — 240 с.
- Повести. — М.: Прогресс, 1981. — 280 с. (Содержание: Почтовый перевод. Вехи-Тиосан, или Светлая песня прошлого. Порча.)
- Новые страницы : рассказы и стихи / пер. с фр. — М. : Прогресс, 1964. — 141 с. (Содержание: Мать. Это было на Вольте. Негритянка из… Шаиба. Сообщество. Они осознали. Любовь на Песчаной улице. Её три дня. Коч-Барма. Рассказы. Стихи.)
- Харматтан — горячий ветер: роман / пер. с фр. О. Граевской и Л. Галинской. — М. : Прогресс, 1966. — 320 с.